# Übertragbare Einzelstimmgebung

Möglicher Stimmzettel

Das System der übertragbaren Einzelstimmgebung (englisch single transferable vote, STV) ist ein proportionales Personenwahlverfahren, das das Problem der unwirksamen Stimmen bei der reinen Mehrheitswahl beheben und eine bessere Repräsentation aller abgegebenen Stimmen bewirken soll. Bei diesem Verfahren werden mehrere Sieger pro Wahlkreis ermittelt. Es dient explizit der Wahl von Personen, nicht der Wahl von Parteilisten. Das Verfahren zählt zu den Präferenzwahlsystemen.
Bei der übertragbaren Einzelstimmgebung wird von jedem Wähler eine Rangfolge aller (oder auch nur einiger) Kandidaten erstellt. Nach unterschiedlichen Rechenverfahren (meist wird das Droop-Quote genannte Verfahren verwendet) wird aus zu vergebenden Sitzen und abgegebenen Stimmen eine Stimmzahl errechnet, die zur Wahl nötig ist. Nun werden die Wahlzettel gemäß den angegebenen Präferenzen abgearbeitet. Ist ein Kandidat bereits gewählt (Stimmzahl größer als Ergebnis der Droop-Quote), kommt diese Stimme dem nächsten Kandidaten auf der persönlichen Rangliste des Wählers zugute.
Genauso werden im folgenden Schritt auch die Stimmen für nichtgewählte Kandidaten nun auf der Rangliste nach oben transferiert. Der Kandidat mit insgesamt am wenigsten Stimmen wird von allen Listen gestrichen, die Stimme bekommt stattdessen der Kandidat, der über ihm auf der Liste steht. So werden sowohl überschüssige Stimmen als auch Stimmen für nichtgewählte Kandidaten auf die anderen Kandidaten übertragen, bis alle Sitze besetzt sind.

## Verbreitung
2007 wurde die übertragbare Einzelstimmgebung bei Wahlen in Australien, Malta, der Republik Irland, Nordirland (außer bei Wahlen zum britischen Unterhaus) und Island verwendet. Das System wird auch bei einigen Kommunalwahlen in Neuseeland und bei Kommunalwahlen in Schottland verwendet. Seit 2002 wird die übertragbare Einzelstimmgebung in den Vereinigten Staaten nur noch bei Wahlen zu Verwaltungsgremien von Cambridge (Massachusetts) angewendet.

## Bezeichnungen
Wenn die Regeln des STV bei einer Wahl verwendet werden, bei der nur eine einzelne Person (z. B. Einpersonenwahlkreise oder Präsident) gewählt werden soll, ist es dasselbe wie Integrierte Stichwahl, das selbst kein Verhältniswahl-Verfahren ist. Sind in Wahlkreisen mehrere Sitze zu vergeben, wird das Verfahren mitunter auch als Proportional Representation through the Single Transferable Vote oder PR-STV bezeichnet. Da Integrierte Stichwahl kein Verhältniswahl-Verfahren ist, wird es von einigen Fachleuten als ein von PR-STV verschiedenes System angesehen. Wenn die Bezeichnung STV verwendet wird, ist jedenfalls für gewöhnlich PR-STV gemeint, so auch in diesem Artikel. STV ist auch unter anderen Namen bekannt: In Australien manchmal als Hare-Clark Proportional-Methode, in den USA wird es manchmal choice voting genannt.

## Stimmabgabe
Bei der übertragbaren Einzelstimmgebung (STV) ordnet der Wähler die Liste der Kandidaten entsprechend seinen Vorlieben. Mit anderen Worten: Neben seinen am meisten bevorzugten Kandidaten setzt er eine „1“, neben seinen am zweitmeisten bevorzugten Kandidaten eine „2“ usw. Der ausgefüllte Stimmzettel enthält also eine Rangfolge der Kandidaten. Ein Beispiel:
1. Horst Sengelmann
2. Maria Baumsockel
3. Eveline Schaudich

## Auszählung der Stimmen

### Bestimmung der Quote
Bei STV-Wahlen können einige verschiedene Quoten verwendet werden, aber die üblichste ist die Droop-Quote.
{\displaystyle \left({\frac {\text{gültige Stimmen}}{{\text{Sitze}}+1}}\right)+1}
- gültige Stimmen = Gesamtzahl der gültigen abgegebenen Stimmen
- Sitze = Anzahl der zu besetzenden Sitze

### Sieger ermitteln
Einfach ausgedrückt benötigt jeder Kandidat bei einer STV-Wahl eine bestimmte Mindestzahl an Stimmen – die Quote –, um gewählt zu sein. Von jedem Kandidaten mit entweder mehr Stimmen als nötig, oder mit zu wenigen, um gewählt zu werden, werden Stimmen auf andere Kandidaten übertragen. Dieser Vorgang wird solange fortgesetzt, bis alle Sitze vergeben sind. Die Kandidaten, auf die Stimmen übertragen werden, werden durch die Präferenzen bestimmt, die die Wähler auf ihren Wahlzetteln angegeben haben.
Zunächst werden nur die Erstpräferenzen ausgezählt. Jeder Kandidat, dessen Stimmenzahl größer als die Quote ist, wird sofort für gewählt erklärt. Seine überschüssigen Stimmen werden dann auf andere Kandidaten übertragen. Wenn noch nicht genügend Kandidaten die Quote erreicht haben, werden die Kandidaten mit den wenigsten Stimmen schrittweise einzeln eliminiert und ihre Stimmen übertragen, bis genug Kandidaten die Quote erreicht haben, so dass alle Sitze vergeben sind. Sobald ein Kandidat entweder gewählt oder ausgeschieden ist, wird er von der restlichen Auszählung ausgeschlossen; es können dann keine weiteren Stimmen auf ihn übertragen werden (außer bei der Meek-Methode). Vollständig verläuft die Auszählung einer STV-Wahl in den folgenden Schritten:
Schritt I
Jeder Kandidat, dessen Stimmenzahl mindestens der Quote entspricht, wird für gewählt erklärt.
Schritt II
Wenn ein Kandidat mehr Stimmen erreicht hat, als die Quote beträgt, werden die überschüssigen oder „Rest“-Stimmen auf andere Kandidaten übertragen, die weiter an der Auszählung teilnehmen. Falls ein Kandidat jetzt die Quote erreicht hat, wird er für gewählt erklärt und die Auszählung kehrt zu Schritt I zurück. Anderenfalls wird mit Schritt III fortgefahren.
Schritt III
Der Kandidat mit den wenigsten Stimmen wird eliminiert bzw. „ausgeschlossen“; seine Stimmen werden auf andere weiter an der Auszählung teilnehmende Kandidaten übertragen. Der Vorgang wird von Schritt I an wiederholt, bis alle Sitze vergeben sind.
Um unnötiges Zählen zu vermeiden, wird die Auszählung üblicherweise nicht fortgeführt, bis jeder Kandidat die Quote erreicht hat, sondern sie endet, wenn nicht mehr Kandidaten übrigbleiben als noch Sitze zu vergeben sind. Wenn die Anzahl der zu übertragenden Stimmen nicht ausreicht, um jemanden zu wählen oder die Reihenfolge der Kandidaten in der Präferenzordnung zu verändern, dann können auch mehrere Kandidaten auf einmal ausgeschlossen werden, oder ein Überschuss kann behalten werden, statt übertragen zu werden. Dies ist unvermeidbar, wenn Stimmzettel, die keine vollständige Rangfolge der Kandidaten enthalten, erschöpft sein dürfen (also nicht alle Präferenzen vergeben wurden), da dann die Möglichkeit besteht, dass nicht genügend Kandidaten die Quote erreichen.
Da bei der übertragbaren Einzelstimmgebung die Stimmen für Kandidaten, die entweder mehr Stimmen als nötig haben oder zu wenige, um gewählt zu werden, auf andere Kandidaten übertragen werden, heißt es, dass dieses Verfahren die Anzahl verschwendeter Stimmen minimiert.

## Illustration des Prinzips
Zur Illustration wird eine STV-Wahl manchmal mit einer Wahl unter Kindern auf dem Schulhof verglichen. Bei der Wahl stellen sich die Kinder hinter dem Kandidaten ihrer Wahl auf, aber kein Kandidat kann gewählt werden, wenn er nicht eine Mindestzahl von Kindern hinter sich versammelt. Da die Kinder wissen, dass jeder Kandidat nur die Stimmen einer bestimmten Zahl von Mitschülern braucht, um gewählt zu werden, entschließen sich jene, die sich als letztes hinter einem Kandidaten versammelt haben, der bereits genug Stimmen hat, ihre Stimme nicht zu verschwenden, sondern sich hinter einen anderen zu stellen, um ihm zu helfen zu gewinnen. Genauso wechseln auch all jene Kinder, deren Kandidat offenbar nicht mehr gewinnen kann. Das geht so lange, bis alle Vertreter ausgewählt sind.
STV kann man als eine automatisierte Version dieses Verfahrens betrachten, mit der Ausnahme, dass die Eliminierung der Kandidaten mit den wenigsten Stimmen manchmal Kandidaten benachteiligt, die vielleicht noch gewonnen hätten, wenn sie nicht gleich eliminiert worden wären. Jeder Gewinner braucht eine Quote von Wählerstimmen statt einer bestimmten Anzahl von Kindern, die sich hinter ihm aufstellen, und statt der Kinder werden entsprechend den Präferenzen auf den Stimmzetteln Stimmen übertragen.

## Ein weiteres Beispiel
Angenommen, es wird eine Abstimmung durchgeführt, um festzulegen, welche Lebensmittel bei einer Party angeboten werden sollen. Es gibt fünf Kandidaten, von denen drei gewählt werden sollen. Die Kandidaten sind: „Orangen“, „Birnen“; „Schokolade“, „Erdbeeren“ und „Bonbons“. Die 20 Gäste der Party haben ihre Präferenzen auf ihren Stimmzetteln in den zwei folgenden Tabellen angegeben (die erste gibt Zahlen an, die zweite stellt Bilder dar). Bei dieser Wahl werden nur die ersten ein bzw. zwei Präferenzen angezeigt, da die niedrigeren Präferenzen in diesem Fall keinen Einfluss auf das Ergebnis haben.
|    | 4 Wähler | 2 Wähler | 8 Wähler   | 4 Wähler   | 1 Wähler | 1 Wähler |
| 1. | Orange   | Birne    | Schokolade | Schokolade | Erdbeere | Bonbons  |
| 2. | Birne    | Orange   | Erdbeere   | Bonbons    |          |          |

| # | x x x x | x x    | x x x x    | x x x x   | x          | x       |
| - | ------- | ------ | ---------- | --------- | ---------- | ------- |
| 1 | Orange  | Birne  | Chocolate  | Chocolate | Strawberry | Bonbons |
| 2 | Birne   | Orange | Strawberry | Bonbons   |            |         |

Zunächst wird die Quote berechnet. Bei Verwendung der Droop-Quote, 20 Wählern und 3 zu ermittelnden Gewinnern, beträgt die notwendige Stimmenzahl, um gewählt zu werden:
{\displaystyle \left({\frac {20}{3+1}}\right)+1=6}
Die Stimmauszählung verläuft folgendermaßen (gewählt, bereits gewählt, —: eliminiert):
| Kandidat: | Orange | Birne | Schokolade | Erdbeere | Bonbons |
| Runde 1   | 4      | 2     | 12         | 1        | 1       |
| Runde 2   | 4      | 2     | 6          | 5        | 3       |
| Runde 3   | 6      | —     | 6          | 5        | 3       |
| Runde 4   | 6      |       | 6          | 5        | —       |

| Kandidat: | Orange      | Birne | Chocolate   | Strawberry | Bonbons |
| Runde 1   | x x x x     | x x   | x x x x     | x          | x       |
| Runde 2   | x x x x     | x x   | x x x x x x | x x x x x  | x x x   |
| Runde 3   | x x x x x x |       | x x x x x x | x x x x x  | x x x   |
| Runde 4   | x x x x x x |       | x x x x x x | x x x x x  | x x x   |

Runde 1
Schokolade wird für gewählt erklärt, da Schokolade mehr Stimmen hat als die Quote.
Runde 2
Der Überschuss der Schokoladen-Stimmen wird entsprechend den Zweitpräferenzen der Schokoladen-Wähler proportional auf die Erdbeeren und die Bonbons übertragen. Allerdings erreicht selbst mit der Übertragung des Überschusses kein Kandidat die Quote. Daher werden die Birnen, die die wenigsten Stimmen haben, eliminiert.
Runde 3
Die Stimmen der Birnen werden auf ihre Zweitpräferenz, die Orangen, übertragen. Dadurch erreichen die Orangen die Quote und sind gewählt. Da die Orangen die Quote gerade so erreichen, bleibt kein Überschuss zu übertragen.
Runde 4
Keiner der verbleibenden Kandidaten erreicht die Quote, also werden die Bonbons eliminiert. Die Erdbeeren sind der einzige verbleibende Kandidat, und daher gewinnen sie den letzten Sitz.
Ergebnis
Die Gewinner sind Schokolade, Orangen und Erdbeeren.

## Abweichende Zählmethoden
STV-Systeme unterscheiden sich in einer Reihe von Merkmalen, hauptsächlich darin, wie Stimmen übertragen werden und in der genauen Größe der Quote, die zur Bestimmung der Gewinner verwendet wird. Aus diesem Grund gab es Vorschläge, STV als Familie von Wahlverfahren statt als ein einzelnes Wahlverfahren zu betrachten. Heutzutage ist die Droop-Quote die am meisten verwendete Quote. Diese stellt (außer in seltenen Fällen) die Mehrheitsregel sicher, während sie zugleich die Bedingung einhält, dass nicht mehr Kandidaten die Quote erreichen können als Sitze zu vergeben sind. In der ursprünglichen Konzeption verwendete STV die Hare-Quote (Stimmen/Sitze), aber diese wird nun allgemein als technisch schlechtere Lösung angesehen. Neuseeland verwendet eine Quote, die der Droop-Quote ähnlich ist.
Die einfachste Methode, bei STV Überschüsse zu übertragen, beinhaltet ein Element des Zufalls. Systeme, die zum Teil auf Zufall basieren, werden in der Republik Irland (außer bei Senatswahlen) und Malta verwendet, aber auch an anderen Orten. Aus diesem Grund wurde die Gregory-Methode entworfen (auch bekannt als Newland-Britton oder Senats-Regeln), die den Zufall ausschalten, indem sie die Übertragung von Stimmenbruchteilen erlauben. Gregory wird in Nordirland, der Republik Irland (bei Senatswahlen) und Australien verwendet. Sowohl bei Gregory als auch diesen früheren Methoden besteht allerdings das Problem, dass sie unter manchen Umständen nicht alle Stimmen gleich behandeln. Aus diesem Grund wurden Meeks Methode und Warrens Methode erfunden. Während bei einfacheren Methoden eine Auszählung per Hand möglich ist, ist bei Meek und Warren außer bei sehr kleinen Wahlen eine Auszählung per Computer nötig. Meek wird derzeit bei STV-Wahlen in Neuseeland verwendet.
Die neuesten Verfeinerungen von STV beinhalten den Versuch, das Problem der aufeinanderfolgenden Ausschlüsse zu beheben. Aufeinanderfolgende Ausschlüsse bedeuten, dass STV manchmal in einem frühen Stadium der Auszählung Kandidaten eliminiert, die später noch einen Sitz hätten erreichen können, wenn sie hätten länger im Rennen bleiben dürfen. Verfahren wie CPO-STV (Comparison of Pairs of Outcomes by the Single Transferable Vote) und Sequential STV wurden erfunden, um dieses Problem zu überwinden, indem sie Elemente der Condorcet-Methoden in STV integrieren. Eine als BTR-STV bekannte Methode geht das Problem anders und einfacher als diese Verfahren an, indem sie einfach sicherstellt, dass kein solcher Kandidat eliminiert werden kann. Keine dieser neuen Methoden ist bisher bei einer staatlichen Wahl verwendet worden.

## Nachrücker
Im Vergleich zu anderen Wahlverfahren ist die Frage, wie frei gewordene Sitze neu besetzt werden sollen, schwieriger, da die Ergebnisse von Übertragungen mehrerer Kandidaten abhängen. Zur Bestimmung eines Nachrückers gibt es verschiedene Wege: Countback-Methode, Ernennung, Nachwahl, Ersatzliste.

## Auswirkungen und Probleme

### Auswirkung auf Fraktionen und Kandidaten
Die Verwendung von STV kann zu einem Rückgang der Rolle politischer Parteien beim Wählen führen und auch zum Rückgang entsprechender Parteibindungen in aus der Wahl hervorgehenden Regierungen. Im Unterschied zu jenen Verhältniswahlensystemen, die Parteilisten verwenden, sind die Wähler bei STV nicht ausdrücklich auf Parteien festgelegt, auch wenn es diese gibt; die Wähler können die Parteizugehörigkeit ignorieren und die Rangfolge ihrer bevorzugten Kandidaten frei aus Kandidaten verschiedener Parteien zusammenstellen. Kandidaten können Wahlerfolge erzielen, indem sie genug Stimmen von Wählern erhalten, die gewöhnlich nicht ihrer Partei anhängen, möglicherweise indem sie übertragene Stimmen von politisch nahestehenden Anhängern anderer Parteien erhalten oder indem sie sich bei einem bestimmten Thema entgegen der Parteilinie positionieren. Im Unterschied zur Verhältniswahl mit Listen kann STV bei Wahlen in Organisationen verwendet werden, in denen es nicht unbedingt klare Lager und Strömungen gibt, z. B. in Gewerkschaften, Vereinen und Schulen.
Allerdings gibt es auch einige STV-Varianten, die die Rolle von Parteien stärken. Bei Australischen Senatswahlen führt die Kombination von großen Wahlkreisen, Wahlpflicht und vollständig bis zur letzten Präferenz auszufüllenden Wahlzetteln dazu, dass 95 % der Wähler vorgefertigten Wahlvorschlägen der Parteien folgen. Dadurch gewinnen die Parteien erhebliche Macht bei der Bestimmung des Wahlergebnisses, indem die Reihenfolge der empfohlenen Kandidaten festlegen, sowohl ihrer eigenen Kandidaten als auch der Übertragungen auf andere Parteien.
Da es für einen Kandidaten nicht nur wichtig ist, Erstpräferenzen zu erhalten, sondern auch Zweit- und Drittpräferenzen sinkt der Anreiz für Negative Campaigning, da dieses die Chancen reduziert, von Anhängern anderer Kandidaten Zweit- und Drittpräferenzen zu erhalten.

### Taktische Überlegungen zur Anzahl der Kandidaten
Für Parteien ergeben sich taktische Erwägungen, wie viele Kandidaten sie bei einer Wahl ins Rennen schicken sollten, wenn bei der Wahl keine vollständig ausgefüllten Wahlzettel vorgeschrieben sind. Mit zu wenigen Kandidaten anzutreten kann dazu führen, dass alle Kandidaten in einem frühen Stadium der Auszählung bereits gewählt sind und dann Stimmen auf Kandidaten anderer Parteien übertragen werden. Mit zu vielen Kandidaten anzutreten könnte dazu führen, dass die Kandidaten jeweils zu wenige Erstpräferenzen erhalten und dadurch Kandidaten, die durch große Zweitpräferenz-Unterstützung hätten erfolgreich sein können, ausscheiden, bevor andere gewählt sind und ihre Zweitpräferenzen übertragen wurden. Dieser Effekt wird noch verstärkt, wenn die Wähler sich nicht eng an die Kandidaten ihrer bevorzugten Partei halten; wenn die Wähler allerdings alle Kandidaten einer bestimmten Partei wählen, bevor sie anderen Kandidaten wählen und bevor sie keine weiteren Präferenzen angeben, dann stellen zu viele Kandidaten kein Problem dar.
In Malta, wo die Wähler sich eng an die Parteipräferenzen halten, stellen Parteien häufig mehr Kandidaten auf als Sitze zu wählen sind. Bei australischen Senatswahlen wählen die Wähler ähnlich entlang der Parteigrenzen, da es viel einfacher ist, die erklärten Präferenzen einer Partei zu wählen als sich eine vollständige Liste selbst zusammenzustellen. In der Republik Irland überlegen sich die wichtigsten politischen Parteien sehr genau, wie viele Kandidaten sie in verschiedenen Wahlkreisen aufstellen. Übertragungen finden oft nicht entlang der Parteigrenzen statt, sondern kommen oftmals prominenteren örtlichen Persönlichkeiten zugute. Wahlplakate für den prominentesten Kandidaten einer Partei nennen gewöhnlich auch die von der Partei bevorzugte Zweitpräferenz (und teilweise auch die Drittpräferenz).

### Wahlsystem-Kriterien
Bei Wissenschaftlichen Analysen von Wahlsystemen wie z. B. STV stehen meist die Wahlsystem-Kriterien, denen sie genügen, im Mittelpunkt. Kein Präferenzwahlverfahren erfüllt alle Kriterien, die in Arrows Unmöglichkeitstheorem beschrieben sind: STV erfüllt nicht die Unabhängigkeit von irrelevanten Alternativen (wie die meisten anderen stimmenbasierten Rangfolgen-Systeme) und auch nicht das Monotonie-Kriterium. Die Nichterfüllung der Unabhängigkeit von irrelevanten Alternativen macht STV etwas anfällig für strategische Nominierungen, allerdings in geringerem Maße als Verfahren mit einfacher Mehrheit, bei denen der spoiler effect ausgeprägter und vorhersagbarer ist.
Die Nicht-Monotonie ermöglicht unter manchen Umständen, einen bevorzugten Kandidaten zu wählen, indem man seine Position auf einigen Wahlzetteln reduziert; indem er hilft, einen Kandidaten zu wählen, der den Hauptgegner des bevorzugten Kandidaten verdrängt, kann ein Wähler mitunter erreichen, dass sein bevorzugter Kandidat von übertragenen Stimmen profitiert, die vom besiegten Gegner stammen.
STV erfüllt nicht das Beteiligungs-Kriterium, was dazu führen kann, dass ein STV-Wähler ein ihm genehmeres Ergebnis erreichen kann, indem er gar nicht wählt. Wenn allerdings ein Wähler auf seinem Stimmzettel einen Kandidaten in seiner Präferenz-Rangfolge nicht berücksichtigt, schadet er damit keinem berücksichtigten Kandidaten und hilft keinem der von ihm nicht im Ranking berücksichtigten auf dem Stimmzettel zu findenden Kandidaten.
STV ist auch anfällig für das Alabama-Paradox: Ein Kandidat, der in einem bestimmten Mehrmandats-Wahlkreis gewählt worden ist, würde im selben Wahlkreis und bei gleicher Stimmenverteilung u. U. nicht gewählt sein, wenn der Wahlkreis einen Sitz mehr hätte. Grund dafür ist die Verwendung von Quoten. Verhältniswahlsysteme mit dem Hare/Niemeyer-Verfahren sind vom Alabama-Paradox ähnlich betroffen, mit Divisorverfahren wie dem D’Hondt-Verfahren oder Sainte-Laguë-Verfahren kann es hingegen nicht auftreten.
Es sind einige Veränderungen des STV vorgeschlagen worden, damit dieses das Monotonie- und andere Kriterien erfüllt. Die verbreitetste Methode unter den Änderungsvorschlägen besteht darin, die Reihenfolge zu ändern, in der Kandidaten eliminiert werden: Einem Kandidaten, der auf allen Stimmzetteln Zweitplatzierter ist, kann es theoretisch passieren, dass er schon als erster eliminiert wird, selbst wenn er Condorcet-Gewinner ist. Meek bemerkte dieses Problem und schlug eine Änderung bei der Übertragung von Stimmen vor, um taktisches Wählen bei STV weitestgehend zu beseitigen. Allerdings schlug Meek selbst keine Methode vor, die das Condorcet-Kriterium erfüllt. Andere Theoretiker haben weitere Verfeinerungen des STV vorgeschlagen, z. B. bei der Bestimmung der Eliminierungs-Reihenfolge eine Condorcet-Methode zu verwenden.
Einige dieser Änderungen verändern STV so, dass es bei Anwendung auf nur einen zu vergebenden Sitz nicht mehr auf Integrierte Stichwahl hinausläuft, sondern z. B. auf eine Condorcet-Methode.

### Wahlkreisgröße
Eine weitere Frage, die bei Wahlen mit übertragbarer Einzelstimmgebung oft betrachtet wird, ist die Größe des Wahlkreises, also die Anzahl der Kandidaten, die in dem Wahlkreis gewählt werden sollen. In geringerem Maße spielt auch die Gesamtgröße des zu wählenden Organs eine Rolle. Bei der Übertragbaren Einzelstimmgebung und anderen Verhältniswahl-Systemen ist die Anzahl der verschwendeten Stimmen und darauf folgender Rundungsfehler desto geringer, je größer die Anzahl der zu wählenden Kandidaten ist. Dadurch entspricht die Sitzverteilung bei größeren Wahlkreisen besser den Vorlieben der Wähler. Daher werden in großen Wahlkreisen die Auswirkungen von Gerrymandering erheblich reduziert; da Gerrymandering auf verschwendeten Stimmen für den „letzten Sitz“ jedes Wahlkreises beruht, lassen sich Mehrpersonenwahlkreise schwerer in manipulativer Weise zuschneiden. Bei einigen Wahlen mit übertragbarer Einzelstimmgebung beträgt die Wahlkreisgröße gerade mal drei Sitze, eine theoretische Obergrenze für die Wahlkreisgröße gibt es bei diesem Verfahren nicht. Thomas Hares ursprünglicher Vorschlag sah einen einzigen bundesweiten Wahlkreis vor.
Da die übertragbare Einzelstimmgebung allerdings ein Verhältniswahlverfahren ist, benötigt ein Kandidat in großen Wahlkreisen nur einen geringen Stimmenanteil, um gewählt zu werden. Bei neun Kandidaten gewinnt jeder Kandidat, der mehr als 10 % der Wählerstimmen erhält, einen Sitz; bei 19 Kandidaten genügen 5 %.
Größere Wahlkreise und – damit indirekt verbunden – eine größere Anzahl von Kandidaten machen es für den einzelnen Wähler schwerer, alle Kandidaten in eine bedeutungsvolle Rangfolge zu bringen. Das kann zu einer erhöhten Anzahl nicht vollständig ausgefüllter Stimmzettel und zu bloßer Orientierung an Parteizugehörigkeiten führen.

## Varianten
Eine Version der übertragbaren Einzelstimmgebung ist die Ersatzstimme im Bezug auf Zweitstimme, wobei sich hier die Reihenfolge der Präferenzen auf Parteien bezieht. Der Schritt der Übertragung der überschüssigen Stimmen entfällt hier und nur der Schritt der Übertragung der durch die Sperrklausel eliminierten Stimmen bleibt.